# 槇嶋範彦
槇嶋 範彦（まきしま のりひこ、1974年8月10日 - ）は、フリーアナウンサー。かつては、西日本放送・新潟テレビ21・文化放送に勤務していた。
「槙嶋 範彦」「槇島 範彦」「まきしま範彦」と表記される場合もある。

## 来歴・人物
神奈川県伊勢原市の出身で、神奈川県立伊志田高等学校から駒澤大学法学部政治学科へ進学。大学卒業後の1998年4月1日から2001年3月31日まで西日本放送（RNC）、2001年4月1日から2007年3月31日まで新潟テレビ21（NT21→UX）、2007年4月1日から2020年3月31日まで文化放送（QR）のアナウンサーであった。

### 新潟テレビ21アナウンサー時代
定時ニュースや、夏の全国高等学校野球選手権新潟大会中継の実況などを担当。地上デジタル放送の開始前にレギュラーで出演していた『陽気なトランポリン』で、テレビ新潟放送網（TeNY）のアナウンサーと共演する機会もあった。

### 文化放送時代～現在
2007年7月8日の西武対ソフトバンク戦（KBCラジオ『ダイナミックホークス実況中継』への裏送り分）でプロ野球中継の実況デビューを果たすと、同月19日のフレッシュオールスターゲームで、文化放送向けの実況を初めて担当した。
以降もスポーツアナウンサーとして活動しているが、ラジオ単営局の文化放送とは、2020年3月31日までラジオ限定の専属契約を締結していた。そのため、契約期間中にも、テレビやインターネット向けのスポーツ中継で実況やリポーターを務めていた。
2020年4月からは、ラジオ日本で『ラジオ日本ジャイアンツナイター』の実況・リポーター陣に加わったほか、関連番組の『ジャイアンツナイタースタジオ特集・麻布台スタジアム』にも随時出演。文化放送で担当していた番組のうち、競艇中継では引き続き進行を担当。また、同局が制作するパシフィック・リーグの公式戦中継でも、ビジター地元ラジオ局への裏送り向けに制作するカード限定で実況を続けている。
ちなみに、文化放送とラジオ日本が別々に制作・放送する箱根駅伝実況中継では、2008年から2020年まで文化放送制作分の中継に出演していた。2021年からは、ラジオ日本制作分の中継で実況を担当している。

## 現在の担当番組
いずれも、スポーツアナウンサーとして実況を担当。
- 文化放送が制作する他局への裏送り（『RKBエキサイトホークス』『HBCファイターズナイター』『KRYエキサイトナイター』など）用のNPB公式戦中継
- 箱根駅伝実況中継（文化放送→ラジオ日本）
  - 文化放送制作分の中継では、中継所のリポート担当を経て、往路または復路のメイン実況（センター実況）を任されていた。2021年には、ラジオ日本制作分の中継で往路ゴール・復路スタートの実況を担当[18]。
- 都市対抗野球大会中継（テレビは、TCPの親会社である東京ケーブルネットワークが制作・放送。）
- Bリーグ中継（リーグ制作分の公式映像、2017年 - ）
- 千葉ロッテマリーンズ公式戦中継（日テレNEWS24、2018年 - ）
- 全国高等学校野球選手権神奈川大会（テレビ神奈川、2018年 - ）
- イージースポーツ（ウエスタン・リーグの阪神タイガース戦中継、2019年 - ）
- ボートレースラジオ実況中継（文化放送） - 2021年まで実況、現在は東京浜松町のスタジオから進行のみ。
  - ボートレースライブ第25回グランドチャンピオン優勝戦実況中継（2015年6月28日。文化放送をキー局に全国ネットで放送）[2]
- 全国高等学校野球選手権栃木大会（とちぎテレビ、2023年 - ）

以上の中継には、文化放送との契約期間中から出演。
- LIONS BASEBALL L!VE (フジテレビTWO、2020年 - )
- 読売ジャイアンツ・イースタン・リーグ公式戦中継（日テレジータス・hulu・GIANTS TV 2020年-）
- ラジオ日本ジャイアンツナイター（アール・エフ・ラジオ日本、2020年 - ）
  - 関連番組の『ジャイアンツナイタースタジオ特集・麻布台スタジアム』にも随時出演
- プロ野球ニュース (フジテレビONE、2020年 - )
- ニコニコ生放送（横浜DeNAベイスターズ主催試合）

## 過去の担当番組

### 西日本放送アナウンサー時代
- RNC TODAY 情報ときめき通り（ラジオ番組） - 「トワイライトスポーツ」担当キャスター[8]

### 新潟テレビ21アナウンサー時代
- 陽気なトランポリン
- ニュース（『NT21ニュース』→『UXNews』）
- 小野沢裕子のいきいきワイド - 「カルチャーランキング」担当
- キッチンキッズ
- 全国高等学校野球選手権新潟大会中継 - 実況

### 文化放送時代
- プロ野球中継 - 実況orリポーター（文化放送へ入社した2007年より担当[注 8]）
  - 文化放送ライオンズナイター[3][10][11]
  - 文化放送ホームランナイター[3][10][11]
  - 2011年のオールスターゲーム (日本プロ野球)第3戦（2011年7月24日、オールパシフィック対オールセントラル。日本製紙クリネックススタジアム宮城）[4]
- ライオンズエキスプレス
- 千葉真子 BEST SMILE ランニングクラブ（土曜日　午前6時00分 - 6時15分　アシスタントを担当）
- 斉藤一美 うるわしの夜（2007年7月27日放送、斉藤一美の代理としてパーソナリティを担当）
  - この日は福岡ドームで福岡ソフトバンクホークス対西武のナイトゲームが予定されていたため、本来のパーソナリティである斉藤は、『文化放送ライオンズナイター』向け中継のディレクターとして現地に滞在していた。しかし、西武の選手が搭乗する予定だった飛行機に機体トラブルが発生。上記の試合に間に合わないことが判明したことに伴って、試合の中止が急遽決まった。そこで文化放送では、試合中継の雨傘番組として編成していた『うるわしの夜』の生放送に切り替えるとともに、槇嶋を斉藤の代役に立てた。
- 千葉真子のウィークエンドスポーツ（2009年10月 - 2010年4月2日）
- 菅野しろうのアナログ情報バラエティ しろバラ（番組内のスポーツコーナー「すぽバラ!」「箱根駅伝への道」に、不定期出演）
- 吉田照美 ソコダイジナトコ（「7時の情報デリバリー」月曜日　ソコトコ スポーツのコーナーに、不定期出演）
- まきしま範彦 SET UP!!

### フリー
- BSJapanextつながるスポーツライブ！プロバスケB1リーグ横浜BC×三遠(BSJapanext 2022年12月10日)